# STRIKERS 1945 Collection
『STRIKERS 1945 Collection』（ストライカーズ 1945 コレクション）は、Game Knockが開発しmobirixより配信されているスマートフォン向けゲームアプリ。2020年10月12日サービス開始。基本プレイ無料（アイテム課金制）。

## 概要
本作は、ゲームブランド・彩京の作品群に登場するキャラクターが協力し、各作品を隔てる次元の壁を攻撃する「異界皇」と戦う内容となっている。プレイヤーは『ストライカーズ1945』のシンディー・ボルトンとなり、『戦国ブレード』の布津姫の案内で、彩京の作品群の世界を渡り歩く。
シューティングゲームとオートバトルRPGを組み合わせたゲームシステムとなっており、放置ゲームとして紹介するメディアもある。
本作の開発元であるGame Knock、および配信元のmobirixはいずれも韓国企業である。このうちmobirixは他企業から許諾を得たうえで日本のアーケードゲームをスマートフォン向けに移植することで知られており、彩京作品においても、同社のIPを管理するシティコネクションから許諾を得たうえで『ガンバード クラシック』を配信していた。

## 評価
4Gamer.netの早苗月 ハンバーグ食べ男は本作にはやりがいがほとんどないとし、本格的な彩京のシューティングゲームを楽しみたい人は移植版を買うべきだと述べている。また、早苗月 ハンバーグ食べ男は、これまでのmobirixのライセンスIP運用から考え、アプリ独自の展開や、コラボレーション等は見込めないとしている。その一方で、早苗月 ハンバーグ食べ男は本作のゲームデザインは破綻しておらず、シューティングゲームではなく「ゲーム機向けの映像/画像閲覧ソフト」とみれば、一定の面白さはあるだろうとしている。
アプリゲットの納谷英嗣は、本作のダンジョンモードは縦スクロールシューティングゲームとして楽しめると述べ、ゲームの進行に合わせて機体を入手吸いやすい点も評価している。その一方で、納谷はオートバトルステージがシューティングゲームとしてのシステムとかみ合っていないと指摘している。